# Cam Gigandet
Cam Joslin Gigandet (* 16. srpna 1982 v Tacomě, Washington, USA) je americký herec. Zahrál si v seriálech O.C. a Bezohlední a ve filmech Twilight sága: Stmívání, Nikdy to nevzdávej, Varieté, Panna nebo orel, Dokonalá chůva nebo Sedm statečných.

## Osobní život
Narodil v Tacomě, Washington Jayovi a Kim Gigandetovými. Má jednu sestru Kelsie. Po absolvování Auburn senior High School v Auburnu ve Washingtonu se v roce 2001 přestěhoval do Kalifornie, kde navštěvoval Santa Monica Community College, kde si poprvé zahrál.
Má rád basketball, golf, surfování a věnuje se bojovému umění Krav maga.
Se svou přítelkyní Dominique Geisendorff mají dceru Everleigh Rae Gigandet, která se jim narodila 14. dubna 2009. Syn se jim narodill v lednu 2013 a další dcera v listopadu v roce 2015.

## Kariéra
V roce 2003 získal svoji první roli v Kriminálce Las Vegas jako Mark Young. Další role obdržel v The Young and the Restless, Jack & Bobby a v úspěšném seriálu O.C., kde si zahrál Kevina Volchoka.
Filmovou roli získal o rok později ve filmu Mistaken. Dále pak ve filmu Who's Your Caddy?. V roce 2007 si zahrál ve filmu Nikdy to nevzdávej.
V roce 2008 obdržel roli ve filmu Twilight sága: Stmívání, kde si zahrál jednu ze záporných postav – upíra James, který chce zabít hlavní hrdinku – Bellu (Kristen Stewart) a snaží se mu v tom zabránit hodný upír Edward Cullen (Robert Pattinson).
Jeho nejnovějšími rolemi je postava Marka v hororu Nenarození a postava Bishopa ve filmu Making Change.

## Ocenění
V roce 2008 získal první ocenění. První cenu Young Hollywood Awards, poté cenu MTV Movie Awards za film Never Back Down v kategorii nejlepší souboj. Dále získal cenu od Home Entertainment v kategorii objev roku.
V roce 2009 získal cenu MTV Movie Awards v kategorii nejlepší souboj ve filmu Twilight sága: Stmívání. Za Stmívání dostal ještě dvě ceny v Teen Choice Award, jednu společně s Robertem Pattinsonem v kategorii nejlepší souboj a cenu v kategorii nejlepší filmový padouch.

## Filmografie

### Film
| Rok  | Název                                  | Role               | Poznámky |
| ---- | -------------------------------------- | ------------------ | --- |
| 2004 | Mistaken                               | Joe                | krátkomentážní film |
| 2007 | Who's Your Caddy?                      | Mick               | |
| 2008 | Nikdy to nevzdávej                     | Ryan McCarthy      | MTV Movie Award v kategorii nejlepší souboj (sdíleno se Seanem Farisem)                                                           |
| 2008 | American Crude                         | Kip Adams          | |
| 2008 | Twilight sága: Stmívání                | James Witherdale   | MTV Movie Award v kategorii nejlepší souboj (sdíleno s Robertem Pattinsonem)nominace – Scream Awards v kategorii nejlepší zloduch |
| 2009 | Nenarození                             | Mark Hardigan      | |
| 2009 | Symptom Pandorum                       | Gallo              | |
| 2011 | Five Star Day                          | Jake Gibson        | |
| 2010 | Panna nebo orel                        | Micah              | |
| 2010 | Varieté                                | Jack Miller        | |
| 2010 | Experiment                             | Chase              | |
| 2011 | Spolubydlící                           | Stephen Morterelli | |
| 2011 | Kazatel                                | Hicks              | |
| 2011 | Teror                                  | Jonah Collins      | |
| 2012 | The Tin Star                           | Jake Flynn         | |
| 2012 | Making Change                          | Bishop             | |
| 2012 | Seal Team 6: Dopadení Usámy bin Ládina | Stunner            | |
| 2013 | Turbo                                  | Šnek č. 1          | |
| 2013 | Plush                                  | Carter             | |
| 2013 | Free Ride                              | Ray                | |
| 2014 | Rudé nebe                              | řezník             | |
| 2014 | In the Blood                           | Derek Grant        | |
| 2014 | Mílový běh                             | Wes Jacobs         | |
| 2014 | Bad Johnson                            | Rich Johnson       | |
| 2014 | Dokonalá chůva                         | Mark               | |
| 2016 | Broken Vows                            | Michael            | |
| 2016 | Sedm statečných                        | McCann             | |
| 2017 | Black Site Delta                       | Jake               | |
| 2017 | Dokonalý voják                         | Gabriel Howarth    | |
| 2020 | Windfall                               | Ben                | |
| 2020 | Without Remorse                        | Webb               | |

### Televize
| Rok       | Název                | Role                | Poznámky                |
| --------- | -------------------- | ------------------- | ----------------------- |
| 2003      | Kriminálka Las Vegas | Mark Young          | díl: „Horko na padnutí“ |
| 2004      | Mladí a neklidní     | Daniel Romalotti Jr | 7 episodes              |
| 2005      | Jack & Bobby         | Randy Bongard       | 5 dílů                  |
| 2005–06   | O.C.                 | Kevin Volchok       | 15 dílů                 |
| 2014      | Bezohlední           | Roy Rayder          | hlavní role, 13 dílů    |
| 2016–2018 | Ice                  | Jake Green          | hlavní role, 20 dílů    |